# Sobre los recuerdos encubridores
Sobre los recuerdos encubridores (en alemán Über Deckerinnerungen) es una obra de Sigmund Freud de 1899.

## Contenido
En ella se introduce por primera vez el concepto de recuerdo encubridor, vinculado a su vez a los problemas concernientes al modo de funcionamiento de la memoria y sus distorsiones, la importancia y raison d'être de las fantasías, la amnesia que recubre los primeros años de vida, y, por detrás de todo ello, la sexualidad infantil.
Cabe reseñar dos modalidades de recuerdos encubridores:
1. Un recuerdo temprano es utilizado como pantalla para ocultar un suceso posterior.
2. Un recuerdo posterior sirve como pantalla ocultadora de un suceso temprano.

Será el primero el que trate Freud de modo predominante en la presente obra, siendo su alusión casi inexistente en obras posteriores. La segunda modalidad en cambio será corriente en lo sucesivo, tratándola por ejemplo en Psicopatología de la vida cotidiana.